# 亚棕象甲
亚棕象甲（学名：Rhynchophorus vulneratus）别名縱紋棕櫚象、硕莪虫，是象鼻虫科棕榈象属的物种之一，原生于马来半岛及巽他群岛，其幼虫主要寄生于棕榈科植物。
由于本种的颜色型态多变，容易与另一种分布于印支半岛及菲律宾的近缘物种——红棕象甲（Rhynchophorus ferrugineus）相混淆。

## 分布
本种原生于马来半岛及巽他群岛，包括泰国南部、缅甸南部、马来西亚、新加坡、印尼。在此之外，目前仅有美国有本种入侵的报告。

## 形态习性
本种有多种颜色变型，从褐红色到黑色都有，与红棕象甲相似。
其幼虫寄生在多种棕榈科植物，包括椰树（Cocos nucifera）、海枣（Phoenix dactylifera）、油棕（Elaeis guineensis）、硕莪树（Metroxylon sagu）及槟榔（Areca catechu）等等，可导致这些作物枯萎，因而被视为害虫。
在砂拉越、沙巴及汶莱等地，其富含蛋白质的幼虫被当地土著视为一种美食，尤其是寄生在硕莪树的幼虫，被砂拉越人称为“硕莪虫”，在沙巴则称之为“布杜”。
- 成虫
- 成虫
- 其幼虫可供人类食用

## 分类
本种曾在2004年的一份遗传分子学研究中被归类于红棕象甲之中，成为其次异名，直到2013年另一份遗传分子研究提出了新证据，才恢复本种为独立物种。